# Malinovského náměstí

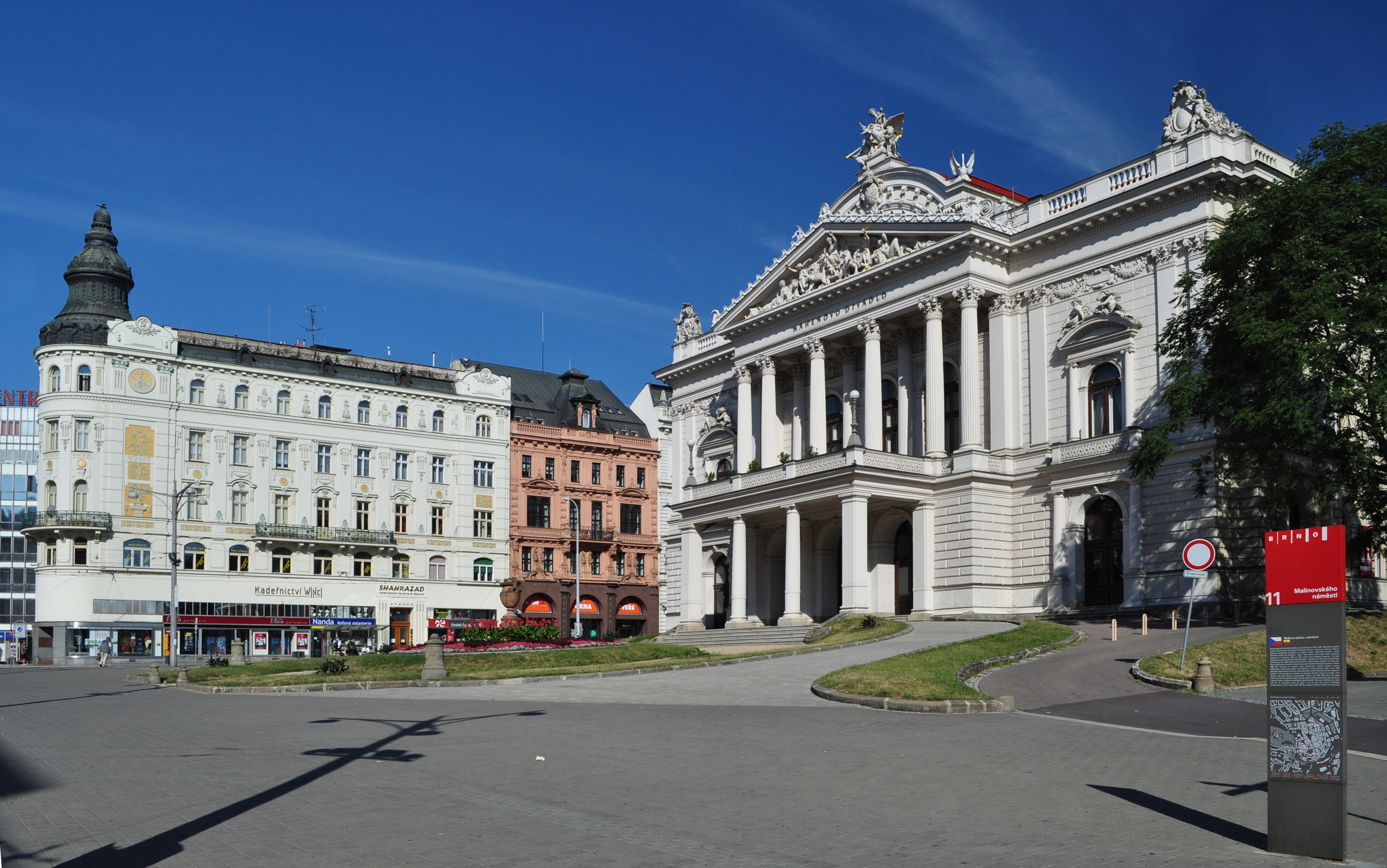
Mahenovo divadlo na Malinovského náměstí

Malinovského náměstí je jedním z náměstí ve vnitřním Brně na okružní třídě okolo historického městského jádra. Jeho dominantou je Mahenovo divadlo na severní straně, dále po jeho obvodu stojí budova městského magistrátu, Dům umění města Brna, Palác Morava a obchodní dům Centrum. Náměstí se nachází východně od centrálního brněnského náměstí Svobody, se kterým je spojeno Kobližnou ulicí. Je důležitou tramvajovou křižovatkou, vzdálenou jednu zastávku od hlavního nádraží a nedaleko starého autobusového nádraží.

## Historie názvu
Po staletí se prostor dnešního Malinovského náměstí nijak zvláštně nenazýval a byl součástí navazující Kobližné ulice (Krapfengasse). Koncem 19. století se pro prostranství začal používat název Ovocný trh (Obstplatz), který byl za první republiky zase opuštěn. Během německé okupace bylo náměstí nazváno po skladateli Richardu Wagnerovi (Richard-Wagner-Platz). 
Roku 1946 došlo k přejmenování na počest maršála Rodiona Jakovleviče Malinovského, velitele 2. ukrajinského frontu Rudé armády, který pomáhal vojensky osvobodit Brno koncem druhé světové války. Současné běžné hovorové označení Maliňák někdy svádí k mylnému dojmu, že oficiální název je Malinové náměstí.

## Dopravní význam
Malinovského náměstí leží na brněnském „ringu“ (vnitřním městském okruhu), mezi jeho vnitřní ulicí (Divadelní–Rooseveltova, po níž je vedena tramvajová doprava) a vnější ulicí (Koliště, automobilová doprava). S okruhem se zde kříží jedna z hlavních vnitroměstských radiál, vedená po linii Kobližná–Cejl a vedoucí z centra na východ do Zábrdovic a Židenic.
Zastávka Malinovského náměstí má čtyři nástupiště (jedno až v ulici Benešově na dohled autobusového nádraží Grand), která jsou obsluhována tramvajovými linkami 1, 2, 4, 7 a 10 a autobusovou linkou 67. Kolem paláce Morava je vybudována bloková kolejová smyčka, která umožňuje manipulační obraty tramvají ze všech tří směrů.

## Významné stavby a instituce

### Budovy
- Mahenovo divadlo – Malinovského nám.571/1
- Dům umění města Brna – Malinovského nám. 652/2
- Magistrát města Brna – Malinovského nám. 624/3
- Palác Morava – Malinovského nám. 603/4
- Palác Včela – Malinovského nám. 211/5

### Památníky a sochy
- Pamětní deska Adolfa Kroupy (2000) – na Domě umění
- Pamětní deska soudcům – na rohu paláce Morava s ul. Benešovou
- R. J. Malinovskij (1950)
- rodina Sonnenscheinových – stolpersteine před palácem Včela
- „Žena s klasy“ – před Domem umění
- „Váza“ – před Mahenovým divadlem

#### Pocta Edisonovi

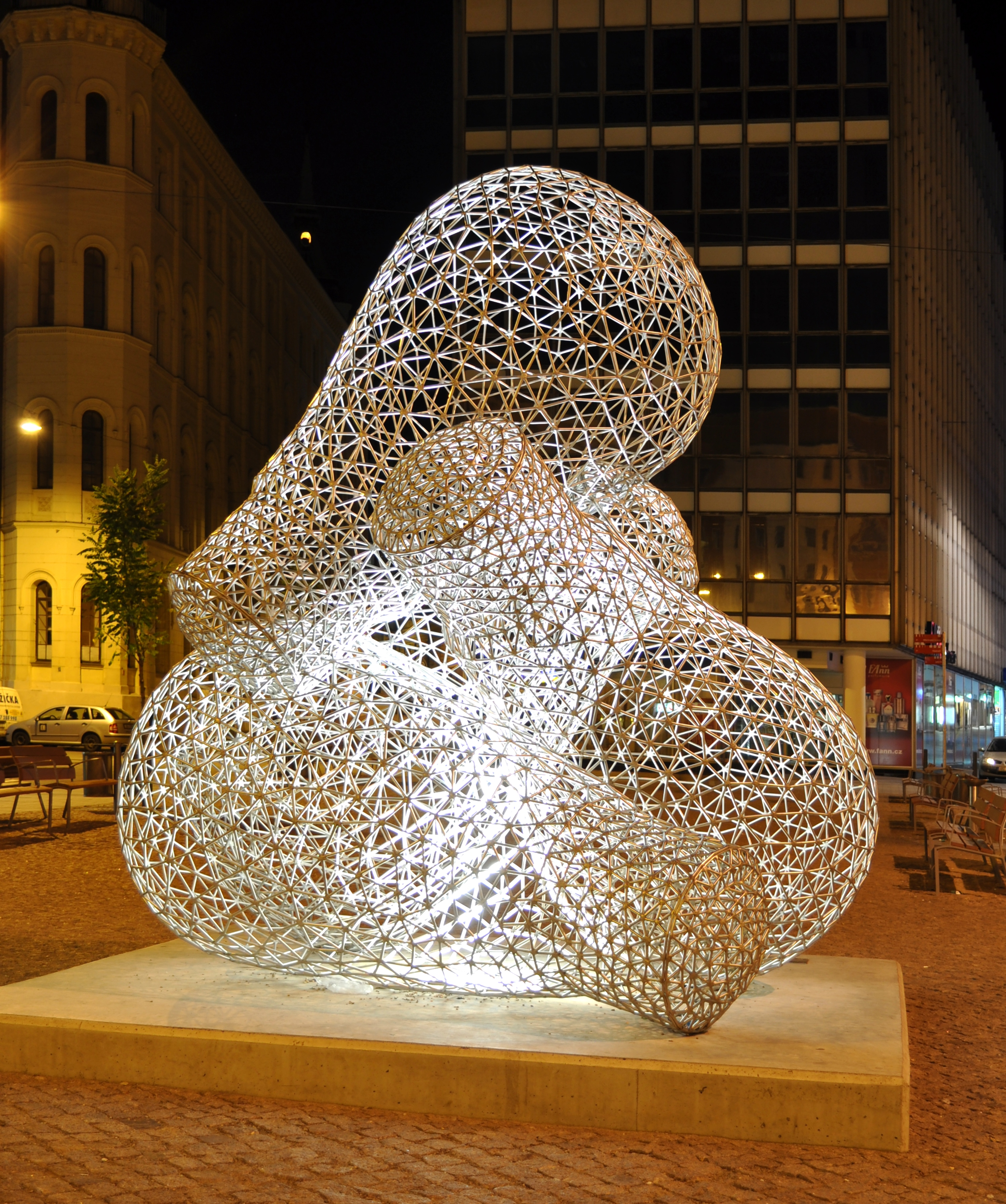
Noční pohled na dílo Pocta Edisonovi

Na náměstí stojící Mahenovo divadlo bylo prvním elektricky osvětleným divadlem v Evropě. Sám vynálezce žárovky, Thomas Alva Edison, přijel v roce 1911 do Brna, aby si osobně prohlédl osvětlení divadla. 
Na jeho počest byla roku 2008 v západním sektoru Malinovského náměstí (formálně konec ul. Kobližné) instalována socha brněnského umělce Tomáše Medka nazvaná „Pocta Edisonovi“. Skulptura je tvořena čtyřmi vzájemně propletenými obřími „žárovkami“ z oceli.